# Крошль, Антон
Антон Крошль (словен. Anton Krošl; 18 мая 1905 года, Брежице — 4 мая 1945 года, концлагерь Нойенгамме, Гамбург) — словенский историк, педагог, политический деятель и писатель.

## Биография
Учился в гимназии Марибора. Высшее образование получил на философском факультете Люблянского университета, который окончил его в 1930. Продолжил образование в Париже и Кане во Франции. Писал стихи и книги, работал в качестве переводчика и редактора. Крошль был первым главным редактором журнала Ogenj, главного издания организации Krekova Mladina (1928). В 1930 году он стал главой христианско-социалистического издательства Delavska založba. В 1934 году вместе с Петелином Станко опубликовал книгу Pregled občne zgodovineregled («Обзор общей истории»). В том же году он написал школьный учебник Zgodovina trgovine s kratkim orisom občne zgodovine («История торговли с кратким очерком общей истории», 1934), который использовался в школах в Королевства Югославия. Занимал должность профессора в Люблянской торговой академии.
Крошль был одним из основоположников дистанционного образования в Словении: он основал и руководил частным заочным училищем Dopisne trgovske šole.
В 1941 году он получил докторскую степень на философском факультете в Любляне с работой Zemljiška odveza na bivšem Kranjskem : organizacija in delo zemljiškoodveznih organov 1849-1853.
Во время Второй мировой войны основал и руководил тайной национально-освободительной организацией «Побратим». Одновременно был также основателем и лидером тайной военной организации Narodna legija («Народный легион», образован в 1943 году).
Организации «Побратим» и «Народный легион» политически тяготели к центристам, разделяли монархические взгляды, но придерживались аполитичных принципов. Они боролись против итальянских и немецких оккупантов. «Побратим» и «Народный легион» поддерживали  королевское югославское правительство в изгнании и западных союзников, с которыми сотрудничали в области разведки. Крошль был также начальник Главного организационного комитета штаба командования Королевской югославской армии в Словении. Его пост был для гражданского лица высшим в армии Словении. Командование Словении было создано в феврале 1942 года, а в августе 1942 года Крошль был арестован итальянскими оккупационными войсками и освобожден только в 1943 году. После этого он вошёл в состав Директории, где возглавил военное крыло.
Крошль также был основателем и лидером тайной военной организации Narodna edinost («Народное единство»), которая выпускала одноимённую газету. В 1943 и 1944 годах он был начальником государственной службы разведки Королевской югославской армии в Словении.
В 1944 году Антон Крошль был арестован немецкими оккупационными войсками и отправлен в концентрационный лагерь Дахау, а оттуда переведён в концентрационный лагерь Нойенгамме под Гамбургом в Германии. В 1945 году немцы эвакуировали лагерь, Крошль был среди 5000 заключённых, погибших во время потоплении Королевскими ВВС Великобритании теплохода «Кап Аркона» всего за несколько дней до капитуляции Германии.

## Сочинения
- Andersen. N; translated by Krošl, A (1930). »Proletarske novele«.
- Izvestje Dopisna trgovska šola in trgovski učni zavod (1934)
- Krošl. A (1930). Časopis Slovenec; »Kulturna stremljenja slovenskega akademika po prevratu«.
- Krošl. A (ur.) (1930). »Sedem mladih slovenskih pisateljev«.
- Krošl, A (1934). "Zgodovina trgovine s kratkim orisom občne zgodovine."
- Krošl, A (1935). »Istorija trgovine sa kratkim opisom opšte istorije za dvorazredne trgovačke i njima slične stručne škole«.
- Krošl, A (1936). "Priročnik za strojepisje."
- Krošl, A (1941). "Zemljiška odveza na bivšem Kranjskem : (organizacija in delo zemljiškoodveznih organov 1849 - 1853): doktorska disertacija (PhD thesis)."
- Petelin, S; Krošl, A (1934). "Pregled občne zgodovine."